# Дупельнево
Дупельнево — деревня в Шекснинском районе Вологодской области.
Входит в состав сельского поселения Сиземского (с 1 января 2006 года по 8 апреля 2009 года входила в Еремеевское сельское поселение), с точки зрения административно-территориального деления — в Еремеевский сельсовет.
Расстояние до районного центра Шексны по автодороге — 28 км, до центра муниципального образования Чаромского по прямой — 6 км. Ближайшие населённые пункты — Топорищево, Плосково, Рамешка, Малый Овинец, Романниково.
По данным переписи в 2002 году постоянного населения не было.